# ラティフンディウム
ラティフンディウム（ラテン語: latifundium）またはラティフンディア（latifundia：latifundiumの複数形）は、古代ローマにおける奴隷労働に頼った大土地経営である。語源としては、latus（広い）＋fundus（土地）と考えられているが、帝政ローマ時代に作られた言葉ではないかという指摘もある。

## 概要
第2回ポエニ戦争後の、古代ローマの支配領域拡大期において、属州で広く行われた。ローマが新たな領土を獲得した際に、多くの農地が国有地としてローマが所有することとなった。その国有地はローマ市民に貸し出されたが、その多くは奴隷を多数所有、あるいは新たに購入できる貴族が借り受けた。そして貴族は実質上の大土地所有者となった。
形成期には奴隷による反乱が頻発した。
すべての貴族が大土地所有者となったわけではなく、ラティフンディウムの利が得られず没落する貴族もいれば、平民でラティフンディウムに参画し経済的にのし上がった者もいる。これによりローマの貴族階級は、従来の貴族層であるパトリキに、従来の平民（プレブス）から勃興した階層を加え、新貴族階層であるノビレスの形成を見る。
ラティフンディウムでは主に果樹や穀物が生産されたが、その目的が自給生産だったか商品生産だったかについては、学術界でも意見が分かれる（その双方、とも考えられる）。

### 影響
ラティフンディウムによって安価な食糧生産が可能になり、ローマに富が蓄積した。
一方で、ポエニ戦争で疲弊していた中小農民の没落に拍車をかけた。奴隷無しの家族経営、あるいは1人か2人の奴隷を使っての自作農は、安価な奴隷を大量に使役するラティフンディウムに対して、経営コスト的に太刀打ちができなくなった。彼らの多くは土地を失い、無産市民としてローマに流入し、大きな社会問題となった。
グラックス兄弟はこの問題に対処すべく、貴族による国有地の借り受けに制限を加え、多くの市民に配分することを中心とした改革を実行しようとするが、元老院の反発によって挫折する。のちにガイウス・マリウスは、無産市民を軍隊に吸収すること（マリウスの軍制改革を参照）によって解決した。さらにガイウス・ユリウス・カエサルは「ユリウス農地法」によって救済する。
とはいえ、大貴族と一般市民の不平等の解消については、いわゆる「パンとサーカス」によるところも大きい。これによりローマ市民は、ラティフンディウムによる収益の分け前を受け取ることとなり、古代ローマの社会全体として奴隷の労働がローマ市民の生活を支える構造が生まれた。

### その後
奴隷を労働力に頼ったラティフンディウムは、征服地の減少に伴う奴隷供給の低下とともに経営が行き詰まった。従来、安価な奴隷を使い捨てのように酷使して多大な収益を上げてきたのだが、奴隷が高価になると使い捨てることが不可能になったのである。
そのため、奴隷の代わりに没落農民（コロヌス）を労働力とする「コロナートゥス」の制度が代わって属州で進行する。これがやがて中世における農奴制へとつながっていく。

## 検証
少なくとも1970年代から、古代ローマにおける農業の遷移を考古学的にも研究すべきという意見が出始め、エトルリアでの調査が行われたが、その結果として、一般的に紀元前2世紀中葉にはグラックス兄弟が改革を志した動機と言われるような、ラティフンディウムへの集約とそれに伴う中小農民の没落があったとは言えない可能性が高く、むしろ中小農民は農繁期の臨時労働力として併存していた可能性があることが指摘されている。例えばティモシー・W・ポッターは1979年の著書の中で、グラックス時代に奴隷制ラティフンディウムが発達したか疑問を呈しているが、他にも考古学的にはポエニ戦争後の中小農民の没落に伴う大規模集約農場化という見方には否定的な知見が出ている。アンドリュー・リントットは『ケンブリッジ古代史』9巻の中で、（考古学的には）中小農民の没落に根拠はないことを認めつつも、史料から読み取れる従来の説を支持している。
これまで、アーノルド・J・トインビー『Hannibal's Legacy: The Hannibalic War's Effects on Roman Life』での説が、長らく定説として広まっていると考えられる。
しかし、当時の史料に「ラティフンディウム」という表現があまり使われていないことから、この用語は後世の歴史家によって使用されている概念にすぎず、非常にあいまいな使われ方をしており、根拠の一つとされるプリニウスの表現も事実かどうか疑わしく、ウィッラの増加についても地方差がかなりあると考えられ、共和政期の全体的なラティフンディウムの展開について、定説のように扱うことを疑問視する学者もいる。